# Saint-Quentin-sur-Coole
Saint-Quentin-sur-Coole ist eine französische Gemeinde mit 104 Einwohnern (Stand 1. Januar 2022) im Département Marne in der Region Grand Est. Sie gehört zum Arrondissement Châlons-en-Champagne und zum Kanton Châlons-en-Champagne-3. 

## Lage
Die Gemeinde wird vom namengebenden Fluss Coole tangiert, einem Nebenfluss der Marne. Sie ist umgeben von folgenden Nachbargemeinden:
| Nuisement-sur-Coole |                                             | Mairy-sur-Marne |
| Breuvery-sur-Coole  | Kompassrose, die auf Nachbargemeinden zeigt |                 |
|                     | Cernon                                      | Togny-aux-Bœufs |

## Bevölkerungsentwicklung
| Jahr                       | 1962 | 1968 | 1975 | 1982 | 1990 | 1999 | 2008 | 2018 |
| -------------------------- | ---- | ---- | ---- | ---- | ---- | ---- | ---- | ---- |
| Einwohner                  | 49   | 65   | 55   | 52   | 66   | 59   | 60   | 103  |
| Quellen: Cassini und INSEE |      |      |      |      |      |      |      |      |

## Sehenswürdigkeiten

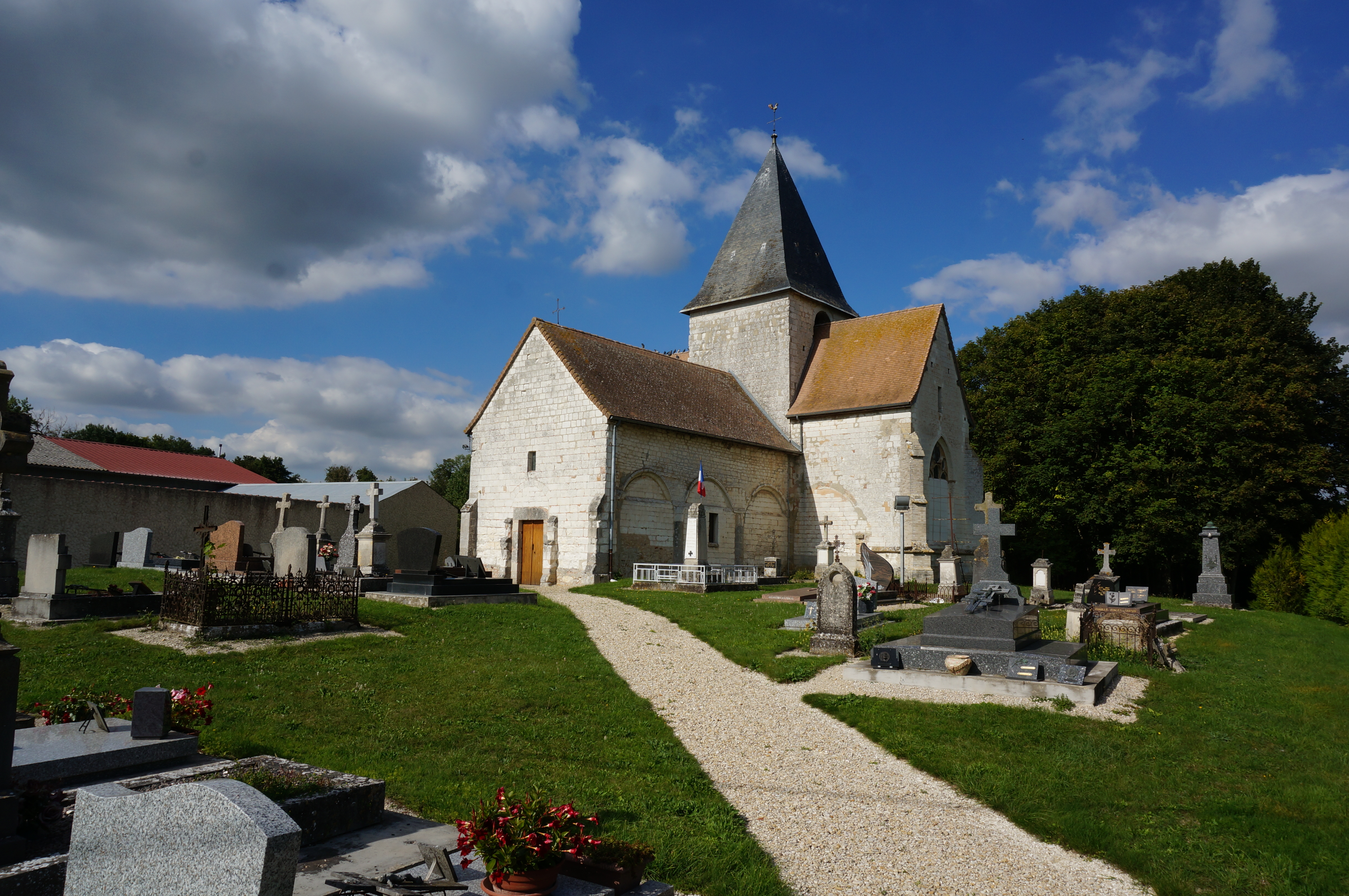
Kirche Saint-Quentin, Kriegerdenkmal und Friedhof
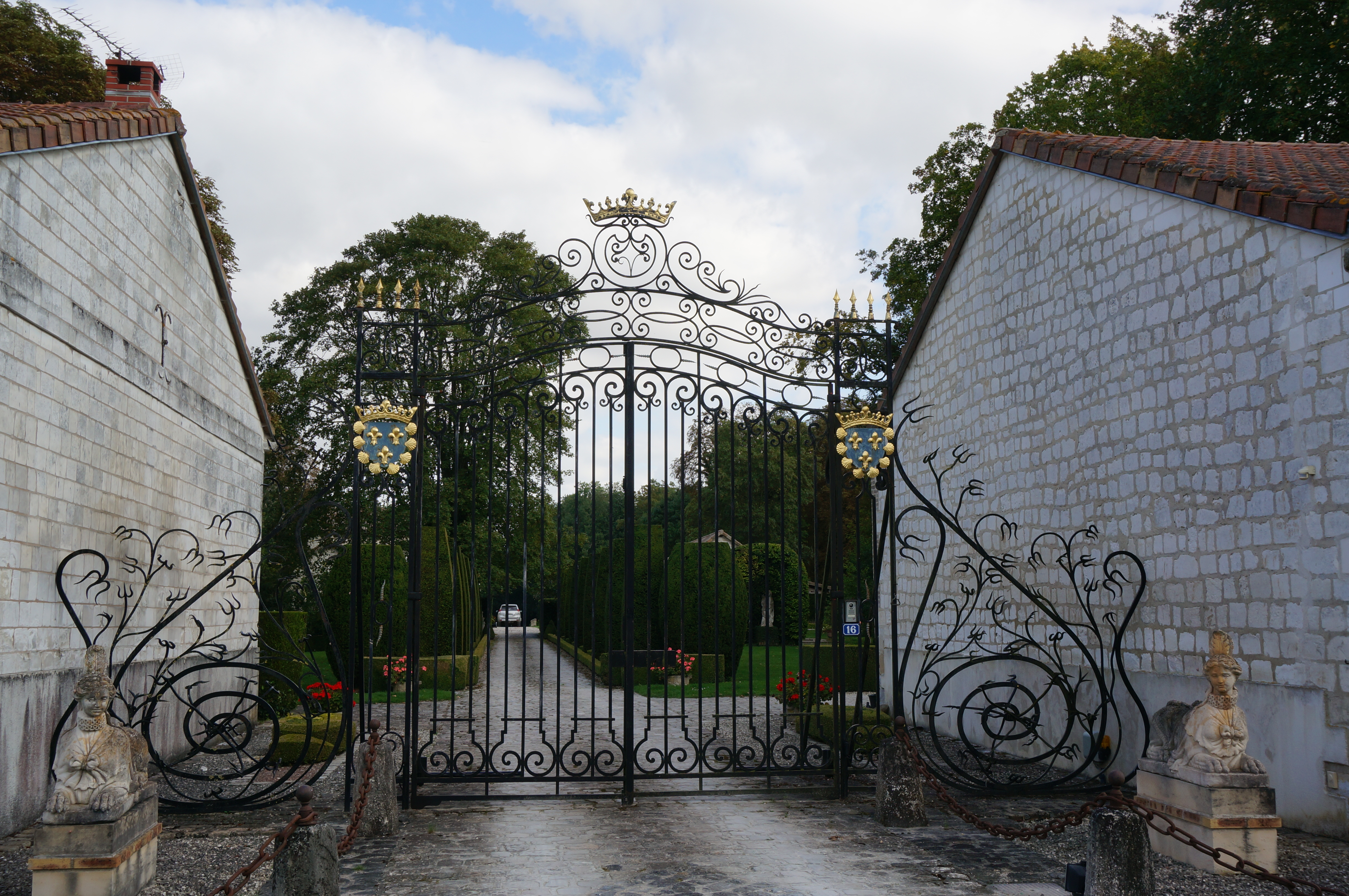
Schloss von Saint-Quentin-sur-Coole